# Manon Claeys
Manon Claeys (n. 3 ianuarie 1986, Maldegem⁠(d), Oost-Vlaanderen, Flandra, Belgia) este o călăreață din Belgia. A participat la Jocurile Paralimpice de vară din 2020 în care a câștigat două medalii de bronz.